# Leptogium chibaense
Leptogium chibaense är en lavart som beskrevs av H. Harada. Leptogium chibaense ingår i släktet Leptogium och familjen Collemataceae.   Inga underarter finns listade i Catalogue of Life.